# Эсен-Бука
Эсен-Бука (ум. 1318) — 12-й хан Чагатайский улуса в 1309—1318 годах.

## Биография
Происходил из династии Чингизидов. Сын Дувы, хана Чагатайского улуса. О дате рождения и ранних годах жизни ничего не известно. В 1310 году на курултае при поддержке своего брата Кебек-хана стал новым правителем улуса. Пытался восстановить мощь государства. Для этого сначала направил усилия против государства Хулагуидов. В 1312—1313 году во главе с братом Кебеком отправил войска для покорения Хорасана. Они ограбили эту область, однако закрепиться не смогли. В ответ ильхан Олджейту ограбил южный Мавераннахр.
Тогда Эсен-Бука возобновил союз с Никудерийской ордой (располагалась в области Кандагар и Газни), при поддержке которой в 1314 году был захвачен Герат, а в 1315 году нанесено поражение армии ильханов в битве у реки Мургабе. Наряду с успехами против Хулагуидов, хан решил избавиться от зависимости от династии Юань. Сначала он стал ограничивать права торговцев из Китая и Монголии, а с 1314 перестал платить ежегодную дань.
Против Эсен-Буки выступило юаньское войско во главе с Чжуануром. Армия Эсен-Буки во главе с Ебуганем и Хубу-Темуром потерпела поражение в сражениях при Чимайгани и Чжаири. После этого противник вторгся в пределы Чагатайский улуса, ограбив значительные территории, в частности были захвачены летняя и зимняя ставки Эсен-Буки у Таласа и Иссык-Куля соответственно.
В 1315 году на помощь хану пришёл его брат Кепек. Эсен-Бука сам возглавил войско, с которым двинулся против Чжуанура. Объединённое войско Эсен-Буки встретило юаньские войска в долине Турфан. В решающей битве главный эмир хана Инкарджак, командовавший центром, не выдержал удара врага и бежал, что повлекло общее поражение. Эсен-Бука едва смог спастись. В результате юаньцы захватили Турфанский оазис и юг Монгольского Алтая. В 1317 году он вынужден был снова признать превосходство Юань.
Поражение от Юань поставили страну на грань экономического краха. Восточный Туркестан перестал быть опорой развития экономики из-за непрекращающихся войн, к тому же часть его оказалась под контролем Юаньской двора. Это привело к многочисленным восстаниям зависимых племён и монголов. В 1317 году в Мавеннахру ворвался чагатаид Ясавур, перешедший на сторону Хулагуидов. Эсен-Бука не имел таланта преодолеть всех врагов. В разгар борьбы в 1318 году он умер. Власть унаследовал его брат Кебек-хан.